# 奥马尔·巴希尔
奥马尔·哈桑·艾哈迈德·巴希尔（阿拉伯語：عمر حسن أحمد البشير，羅馬化：ʿUmar Ḥasan ʾAḥmad al-Bashīr，1944年1月1日—），蘇丹独裁者、政治人物、前苏丹总统，曾任救国革命指挥委员会主席、总理，1989年6月30日通过军事政变上台，在2015年的总统大选中再度連任成功，担任蘇丹第6任總統长达30年。2016年，被「无国界记者」列入“新闻自由掠夺者”名单。自2018年12月起，苏丹爆发大规模抗议示威活动，要求巴希尔下台。2019年4月11日，苏丹发生政变，军方包围总统府，巴希尔宣布辞职，随后被军方逮捕。由於分別於2009年、2010年被指控犯下戰爭罪、危害人類罪以及種族滅絕罪，遭國際刑事法院通緝至今。

## 生平

### 早年
巴希尔1944年1月1日出生于苏丹北部尼羅省一个小村庄，他在尼羅省读完小学。巴希尔的家庭后来搬到喀土穆，他在當地讀完中学，之後在年紀很小的时候就開始参加苏丹军队，并在埃及开罗的西奈军事学院受训。1966年毕业后，巴希尔在军队中提拔得很快，成为一名伞兵。后来，巴希尔参加了埃及军队1973年与以色列的战争。他的母语是蘇丹阿拉伯语。
当巴希尔回到苏丹后，他被委任处理消灭南苏丹的苏丹人民解放军的军事事务。他在1980年代升为将军。

### 国家元首
巴希尔于1989年6月30日领导了一场军事政变，推翻了民选总统艾哈迈德·米尔加尼和总理萨迪克·马赫迪。巴希尔立即宣布取缔一切政党，控制媒体，解散议会。他本人担任救国革命指挥委员会（一个新成立的拥有立法权和执行权的权力机构）的主席，并同时担任国家元首，总理，武装部队总司令和国防部长。
1993年10月救国革命指挥委员会解散，巴希尔改任总统。1996年3月和2000年12月连任，2005年7月巴希尔再次就职，同年通过的苏丹宪法修正案规定从下一届总统开始最多连任两届。此后巴希尔于2010年4月和2015年两度連任。

### 下台受审
由于根据宪法，巴希尔无法竞选2020年总统，于是苏丹国会将再次修改宪法延长总统连任届数。巴希尔谋求修宪连任的举动与苏丹面包和燃料价格不断上涨的高通胀引发苏丹人民强烈不满，2018年12月19日苏丹爆发大规模抗议示威活动，要求巴希尔下台，抗议活动持续数月，苏丹政府逮捕、拘留大量抗议群众和记者，但抗议活动愈演愈烈。2019年4月11日，苏丹发生政变，军方包围总统府，巴希尔宣布辞去总统职务，随后被军方逮捕，不久轉移到科巴尔（Kobar）监狱。2019年12月14日，巴希爾被判洗黑钱和贪污罪名成立，入住用来关押年老且未犯死罪囚犯的自新设施两年。
2020年2月，苏丹过渡政府宣布同意将巴希尔移交给国际刑事法院，以审理巴希尔在担任苏丹总统期间其政权在达尔富尔地区所犯罪行；2021年8月，蘇丹政府再度宣布將巴希爾移交給國際刑事法院，但至今仍未履行。

## 统治

### 内政

#### 南蘇丹獨立
以泛靈信仰與基督徒為主體的南蘇丹，盛產石油，而蘇丹當局並未對南蘇丹有所回饋；加上南蘇丹與以穆斯林為主體的蘇丹在種族、語言與文化等方面相異，一直以來就有反抗意識，而蘇丹領導人巴希爾下令武力鎮壓，演變成大規模內戰。2005年南北蘇丹停戰，而南蘇丹在2011年於聯合國監督下舉辦獨立公投並順利通過；在南蘇丹開國典禮上，蘇丹領導人巴希爾參訪南蘇丹首都朱巴，並與中、美等國的領導人發表演說。
在南蘇丹獨立後不久，2011年12月蘇丹當局又出兵騷擾了蘇丹和南蘇丹的邊界，南蘇丹當局指控是巴希爾所為。

#### 达尔富尔戰爭
2003年年初，当南部苏丹的冲突逐渐平息的时候，一场新的冲突开始在西部的达尔富尔省爆发。当该地区的反叛者起来反抗政府的时候，巴希尔不但没有派军队去干涉（巴希尔对此明确表示拒绝），反倒向当地的伊斯兰民兵组织牧民武裝部隊提供政府支持和金钱，鼓励他们和反叛者战斗。这些民兵被指控犯有种族灭绝罪，因双方冲突在达尔富尔地区造成的暴力事件已经造成上千的平民死亡，上百万人无家可归。直接和间接地杀害当地非洲土著部落的无辜原住民。而苏丹政府向他们提供武器，轰炸村庄的飞机及其它物资。同时，牧民武裝部隊还用强奸作为武器，而政府默许这种折磨行为，因为这些强奸受害者出于他们的精神规范不赞成非洲土著部落和逊尼派穆斯林之间的冲突。
2004年9月，美国政府认为“在达尔富尔地区发生了种族灭绝，苏丹政府和牧民武裝部隊应该对此承担责任，种族灭绝可能仍在继续。” 巴希尔宣称政府已于2004年2月粉碎了叛乱，但仍有叛军在该地区活动，导致了死亡率的持续上升。冲突各方不顾最近一次的停火协议，巴希尔必须制订更切实的计划以有效地终止危机。2004年6月，美国国务卿鲍威尔在苏丹会晤了巴希尔，敦促他与叛军保持和平，终止危机，取消对达尔富尔地区人道主义援助的种种限制。三天后，科菲·安南会晤了巴希尔，要求他解除牧民武裝部隊的武装力量。
2006年9月，在纽约参加联合国大会时，他说苏丹希望非盟留在达尔富尔直到重新建立和平。不久之后，非盟和联合国安理会宣布7000人的部队将继续留到2006年12月31日。
2009年3月4日，设在荷兰海牙的国际刑事法院以巴希尔涉嫌在达尔富尔地区犯有战争罪和反人类罪为由，正式对巴希尔发出逮捕令，这是国际刑事法院首次对一个国家的现任元首发出逮捕令。但是他仍然在发出逮捕令后出访了厄立特里亚。2010年7月12日国际刑事法院对巴希尔发出新的逮捕令，对他提出三项和西部达尔富尔地区所犯罪行有关的种族灭绝罪指控。国际刑事法院发言人罗伯拉说，该法院的法官们认为，有理由相信巴希尔对灭绝达尔富尔地区三个部落的活动应负责任。这三个部落是富尔、马萨利和扎加瓦。这是国际刑事法院第一次以种族灭绝罪名起诉任何人。这也是该法庭对巴希尔发出的第二个逮捕令。

#### 争议
2016年11月2日，非政府组织「无国界记者」把巴希尔列入“新闻自由掠夺者”名单。

### 外交
2018年12月16日，巴希尔出访叙利亚，成为自2011年叙利亚内战爆发以来首位访问叙利亚的阿拉伯国家领导人。

#### 对华关系
2011年6月，中共中央总书记兼中国国家主席胡锦涛接受了巴希尔的国事访问，为其举办盛大的欢迎仪式。巴希尔称胡锦涛为“朋友加兄弟”。2015年9月，中共中央总书记兼中国国家主席习近平在北京会晤苏丹总统巴希尔时，习近平说：“你是中国人民的老朋友。中国和苏丹就像是两个兄弟，而且也是好朋友和伙伴。巴希尔先生这次到中国来，显示了中国苏丹伙伴关系强劲。”

#### 对美关系
1993年，因被指控为包括哈马斯、真主党等组织提供支持，并庇护奥萨马·本·拉登、豺狼卡洛斯等国际恐怖分子，美国将苏丹列入支持恐怖主义名单，开始对苏丹进行制裁。1997年，当时的美国克林顿政府指责苏丹继续支持恐怖主义活动，宣布对苏丹政府进行“冻结资产”、“贸易禁运”等进一步制裁措施。2006年，美国小布什政府以达尔富尔冲突等问题为由，加大对苏丹政府和相关个人的制裁，并对苏丹石油工业发展进行限制。
为解除长达20年的制裁枷锁，苏丹政府通过加强反恐合作、参加解决南苏丹冲突等方式，谋求与美国改善关系。苏丹政府还按照美方要求，在达尔富尔地区、南科尔多凡和青尼罗两州等冲突区主动停火，改善国内人道主义援助准入状况，并与反政府武装进行多轮和谈，对政府进行大幅改组，吸收反对党入阁。苏丹甚至主动与朝鲜民主主义人民共和国“断交”，对美示好。
美國于2017年10月份起解除了對蘇丹的經濟制裁，但苏丹仍被美国列入支持恐怖主义国家名单，继续保留美方武器禁运等其他限制措施。针对涉达尔富尔冲突部分人员的定向制裁措施也没有取消。

### 影像剪辑
- 以色列国旗上的蓝带 - 尼罗河和幼发拉底河（页面存档备份，存于） 2005年2月

## 关联条目
- 苏丹内战：第二次苏丹内战、达尔富尔战争
- 南苏丹独立公投、南苏丹内战
- 第二次阿拉伯之春：2018－2019年苏丹示威、2019年苏丹政变